# Ober-Coesewijne-Naturschutzgebiet
Das Ober-Coesewijne-Naturschutzgebiet liegt in Suriname in den Distrikten Saramacca und Para. Das Reservat ist von einer abwechslungsreichen Savannenlandschaft mit Feuchtgebieten und trockenem Hochland mit einer großen biologischen Vielfalt geprägt.
1986 wurde das Naturschutzgebiet gegründet und umfasst ein Areal von 27.000 ha. Im Oktober 2004 erhielt Suriname vom WWF einen Förderbeitrag in Höhe von 350.000 US-Dollar zum effektiveren Schutz und der Verwaltung des Reservates.
Der Oberlauf des Coesewijne fließt durch das Schutzgebiet, der hier durch viele kleine Bachläufe gespeist wird und sich durch Mangrovenwälder und Savannenlandschaften schlängelt. Neben dem landschaftlichen Reiz zeichnet er sich durch seinen Fischreichtum aus. Im Fluss kommen weiterhin Karibik-Manatis, Riesenotter und Krokodilkaimane vor.
Bedroht wurde das Gebiet in den letzten Jahren vor allem durch Goldgräber auf dem Goliathberg und die hiermit verbundene Verschmutzung des Coesewijne.
Die Bewohner des am nordöstlichen Ende des Reservates liegenden Dorfes Bigi Poika, einer karibischen (Kali’na) Dorfgemeinschaft, haben traditionelle Rechte über das Gebiet. Die lokale Bevölkerung wird daher auch bevorzugt als Forst- und Schutzpersonal in dem Naturschutzgebiet eingesetzt.